# Colpaster edwardsi
Colpaster edwardsi är en sjöstjärneart som först beskrevs av Perrier 1882.  Colpaster edwardsi ingår i släktet Colpaster och familjen Freyellidae. Inga underarter finns listade i Catalogue of Life.